# Route nationale 25 (Suède)
Pour les articles homonymes, voir Route nationale 25.
La route nationale 25 (en suédois : Riksväg 25) est une route nationale entre  Halmstad et Kalmar en Suède,.

## Présentation
La route nationale 25 s'étend de Kattegat sur la côte occidentale jusqu'au détroit de Kalmar sur la côte orientale en traversant les comtés de Halland, Kronoberg et Kalmar.
La route part à Halmstad de la route européenne 6 (également route européenne 20) et se dirige vers l'est vers Simlångsdalen et Ljungby, où elle a un tronçon commun avec la route européenne 4 sur plus de 6 kilomètres.
Puis elle traverse Hjortsberga et avec la route nationale 27 en passant par Alvesta en direction de Växjö. 
À Växjö elle partage un tronçon avec la route nationale 23 et la route nationale 30.
Ensuite, la route bifurque de la route nationale 27 et se dirige vers le sud-est et traverse Hovmanstorp, Lessebo et Eriksmåla, où elle croise la route nationale 28. 
À Örsjö, elle croise la route régionale 120 et à Nybro la route nationale 31.
À Kalmar, elle se termine à sa jonction avec la route européenne 22.
La longueur de la route nationale, est d'environ 239 kilomètres.